# Forró éjszakában (film)

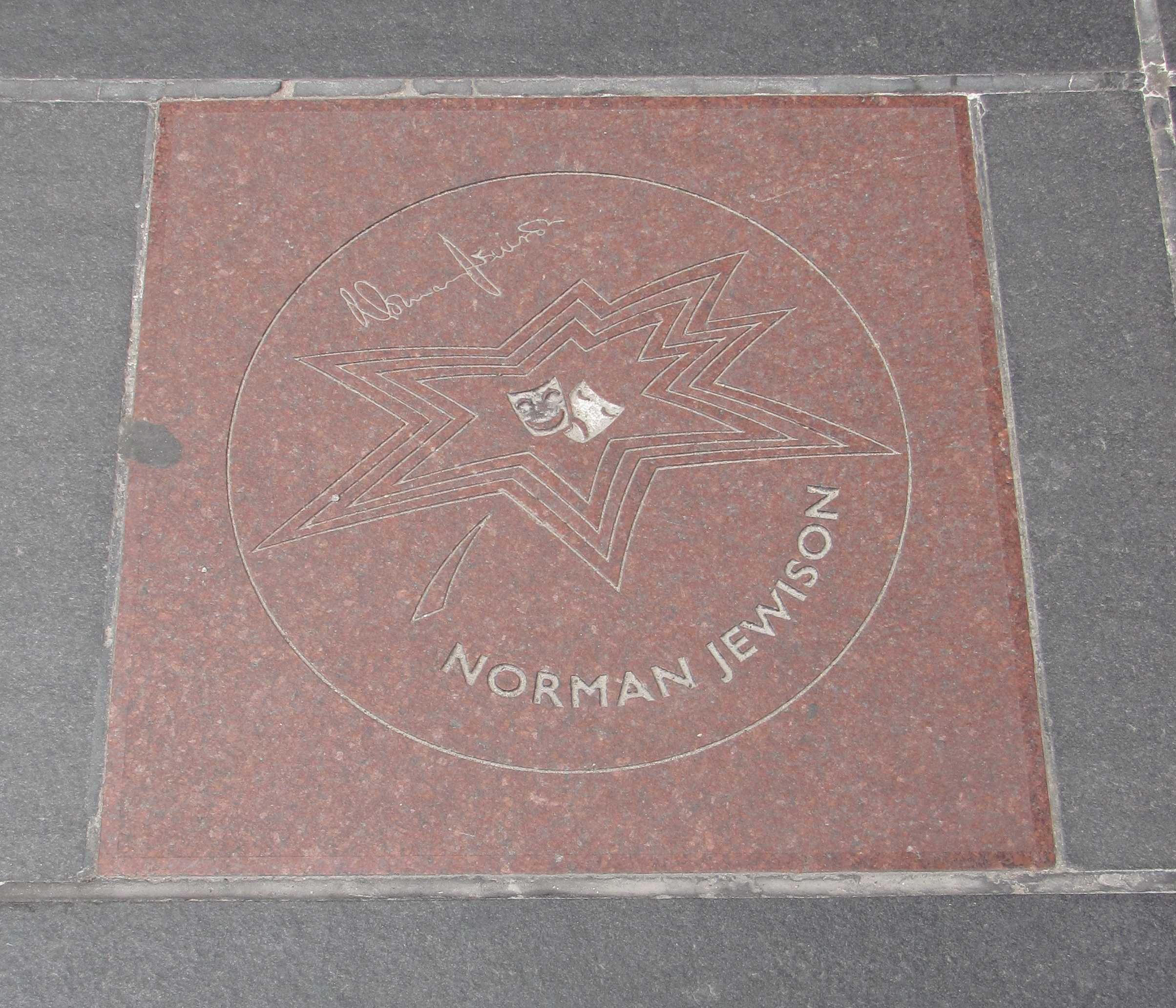
Norman Jewison emlékcsillag

A Forró éjszakában (eredeti cím: In the Heat of the Night) 1967-ben bemutatott amerikai bűnügyi film, amely John Ball 1965-ben megjelent azonos című regénye alapján készült. A forgatókönyvet Stirling Silliphant írta, a filmet Norman Jewison rendezte, a zenéjét Quincy Jones szerezte, a producere Walter Mirisch volt. A The Mirisch Corporation készítette, a United Artists forgalmazta. A főszereplője egy afroamerikai nyomozó Philadelphiából, aki belekeveredik egy gyilkossági ügy nyomozásába Mississippi fajgyűlölő államának egy kisvárosában. A film öt Oscar-díjat nyert, a legjobb film és a legjobb színész kategóriában is. A főszerepeket Sidney Poitier, Warren Oates, valamint Rod Steiger játssza. 2002-ben a Kongresszusi Könyvtár beválasztotta a nemzeti filmarchívumba, mint „kulturálisan, történelmileg, vagy esztétikailag jelentős művet”.
A film alapján további két produkció született: They Call Me MISTER Tibbs! (Engem Tibbs úrnak szokás szólítani!) 1971-ben. Később a regénnyel azonos cím alatt televíziós sorozat is készült Carroll O'Connor, Howard Rollins, Alan Autry, David Hart, Anne-Marie Johnson és Hugh O'Connor szereplésével.
Bár a film egy képzeletbeli, Mississippi állambeli Sparta városban játszódik, és semmi köze nincs az ottani valóságos Sparta városhoz, egyes jeleneteit az Illinois állambeli Sparta városában forgatták.
A film egyik emlékezetes mondatát: They call me Mister Tibbs, az Amerikai Filmintézet a legfontosabb száz idézet közé választotta.
Amerikában 1967. augusztus 2-án, Magyarországon az első szinkronnal 1971. június 24-én mutatták be a mozikban, majd 1976. január 3-án az első lógós MTV 1-en sugározták, három szinkronos változat is készült belőle, amelyből a másodikat a második lógós MTV 1-en 1990. március 3-án, a harmadikat a Duna TV-n 2004. október 19-én és a negyediket az MGM-en 2007. július 12-én vetítették le a televízióban.

## Cselekmény
Vonat érkezik Sparta állomására. Déli államban vagyunk, mindenki bágyadt a hőségtől. Egy fura fickó, Ralph Henshaw a legyeket csapkodja egy kis étteremben.
Egy jómódú chicagói férfi (Colbert) gyárat szándékozik építeni Spartában, ám egy nap meggyilkolják. A helyi rendőrfőnökre Bill Gillespie (Rod Steiger) nehezedik a dolog mielőbbi megoldásának feladata. Rövid idő alatt kell megtalálnia a tettest. Virgil Tibbs (Sidney Poitier) északról érkezett afroamerikai. Átutazóban van, anyját készül meglátogatni. Épp csatlakozásra vár a pályaudvaron. Gillespie-nek előítéletei vannak a feketékkel szemben, és ennek erőteljesen hangot is ad. Tibbs egy ilyen rasszista eset után semmit sem kíván jobban, mint eltűnni a helyszínről, amilyen gyorsan csak lehet. Ám a felettesétől kapott parancsra mégis maradnia és segítenie kell. Gillespie megrökönyödve veszi tudomásul, hogy Tibbs elsőrangú gyilkossági szakértő Philadelphiából.
Az áldozat özvegye nem bízik már a helyi rendőrségben, és látván Tibbs szakértelmét, felkéri a nyomozásra. Az építkezést, a város számára nagyon szükséges beruházást viszont le szeretné állítani, hacsak a nyomozás sikerrel nem jár. Colbert jogi tanácsadója ehhez a saját érveit teszi hozzá: Ha Tibbs sikerrel jár, akkor jól működött a spartai rendőrség. Ha viszont nem, akkor, ugye, a négernek nem sikerült. Ezen a ponton Gillespie úgy dönt, hogy mégis Tibbs segítségét kéri.
Gillespie kapcsolata a fekete rendőrrel eléggé ellentmondásos. Idegenkedése a nyomozás alatt egyre inkább átalakul: kezdetben zavarja a szakmai önbecsülését a nagy tudású kolléga; későbbi viszonyukat már az határozza meg, hogy neki kell megvédenie őt a helyiek támadásaitól. A nyomozás során, abban a hiszemben, hogy a nyomozás eredményes volt, megpróbál megszabadulni tőle. Végül is a két rendőrnek együtt kell működnie a rejtély megoldásán. Tibbs egy nyomon eljut Eric Endicott dúsgazdag ültetvényeshez, aki ellenérdekelt a gyár építésével szemben. Endicott egy ponton már nem képes elviselni, hogy válaszolnia kell a fekete férfi kérdéseire, és pofonüti. Tibbs gondolkodás nélkül visszaüt. A déli államokban ilyesmiért egy négernek meg kell halnia! Endicott feldühödött emberei Tibbs ellen támadnak. Gillespie nem tehet mást: meg kell őt védenie. Ám mindezeket elkerülendő, igyekszik rábeszélni Tibbset, hogy inkább hagyja el a várost biztonsága érdekében. Ám Tibbs nem távozik mindaddig, amíg meg nem oldotta az ügyet.
Az arizonai határon elfognak egy menekülő férfit, Harvey Oberstet, akit a nála talált pénz alapján meggyanúsítanak a gyilkossággal. Később derül ki az ártatlansága: csak elvette a tett éjszakáján a mozdulatlanul heverő áldozat mellől a tárcáját. Aznap Wood és Gillespie betérnek Henshaw vendéglőjébe. Ralph Henshaw megtagadja Tibbs kiszolgálását.
Tibbs megkéri Sam Woodot, aki megtalálta a holttestet, hogy kövesse lépésről lépésre, mi történt a tett éjszakáján. Tibbs észreveszi, hogy – miközben lejátszatja vele az éjszaka történteket – Sam megváltoztatta az őrjárat útvonalát. Később kiderül, hogy ennek egyszerű indítéka volt: Wood csupán meg akarta akadályozni Tibbset, hogy meglásson egy fehér nőt meztelenül. Gillespie rájön, hogy Wood elég nagy letétet helyezett el a bankban a gyilkosság utáni napon, amelyről azt állítja, hogy szerencsejátékon nyerte. Lloyd Purdy szintén Sam Woodot vádolja azzal, hogy teherbe ejtette húgát, Delorest.
Delores 16 éves, nem bír magával, és éjszakánként meztelenül járkál a kivilágított otthonában. Sam Wood minden este az őrjárata során meglesi. Később bebizonyosodik, hogy a nemi erőszakban ártatlan: a lány próbálja meg őreá terelni a gyanút, és ilyen értelmű vallomást tesz a rendőrségen.
Gillespie letartóztatja Woodot, Tibbs tanácsa ellenére. Purdy (Delores bátyja) sértésnek tekinti a néger beavatkozását, ezért összecsődíti ellene az embereket.
A két rendőr véleménye különbözik, ezért Tibbs elhagyni készül a várost. Gillespie érvelni kezd, hogy maradásra bírja. Első érve, hogy a gyár munkát és megélhetést nyújtana néger sorstársainak. Ez nem elegendő; ekkor a férfi szakmai hiúságára hivatkozik: néger létére bebizonyíthatná, hogy több esze van, mint a helyi fehéreknek. Ez hat: Tibbs újra kezdi a nyomozást.
Tibbs újabb hibát talál a bizonyítási eljárásban. Az áldozat cipőjéről az autóra került nyomok arra utalnak, hogy Colbertet elszállították a tett helyszínéről. Ha Wood ölte volna meg Colbertet, két autót kellett volna vezetnie, s ez lehetetlen. Ekkor új nyom kerül előtérbe: ha Delores tiltott abortuszt akar végeztetni, akkor a szeretőjének is nyomára lehetne jutni.
A tiltott beavatkozáshoz vezető információkat a két férfi együtt várja, izzadva, whiskyt kortyolva.
Gillespie: Tudod, Virgil, te afféle kiválasztott vagy.
Tibbs: Mi van?
Gillespie: Te vagy az első emberi, akit csak láttam errefelé.
Tibbs: No, csak vigyázz az ilyesmivel.
Gillespie: ...Se feleségem, se gyerekem. Öregem, csak ez a város van nekem, amely nem akar engem.
Végül megérkezik az információ. Így jut el Tibbs egy néger asszonyhoz, az angyalcsinálóhoz. Mamma Caleba nem tesz vallomást. Közben megérkezik a lány az abortuszra és vele a szeretője is. Ám megérkeznek a fekete rendőr üldözői is. Három ellenérdekelt fél összecsapása kezdődik, előkerülnek a fegyverek. Tibbsnek ekkor elő kell állnia a végső bizonyítékkal: aki teherbe ejtette a lányt, és pénzt akart szerezni az abortuszra, ugyanaz a személy: Nézzék csak meg a pénztárcáját!
Most Lloyd Purdy és Ralph Henshaw kerül szembe egymással. Ralph fegyvere gyorsabb – viszont a gyilkosságért letartóztatják. Ekkor részletes vallomást tesz a rendőrségen: ő a gyilkos, és ő ejtette teherbe a lányt.
A két gyanúsítottat szabadlábra kell helyezni: a valódi gyilkos vallomást tett. Munkája végeztével Tibbs nyomozó vonatra száll. Gillespie kíséri ki az állomásra. Hosszasan nézi a fekete férfit, akit megtanult becsülni, és megszólal:
– Virgil! Aztán vigyázz magadra!

## Szereplők
| Szereplő                | Színész           | Magyar hang        | Magyar hang                     | Magyar hang        | Magyar hang            |
| Szereplő                | Színész           | 1. szinkron (1971) | 2. szinkron (1990)              | 3. szinkron (2004) | 4. szinkron (2007)     |
| ----------------------- | ----------------- | ------------------ | ------------------------------- | ------------------ | ---------------------- |
| Virgil Tibbs            | Sidney Poitier    | Bujtor István      | Gáti Oszkár                     | Galambos Péter     | ?                      |
| Gillespie seriff        | Rod Steiger       | Mádi Szabó Gábor   | Szilágyi Tibor                  | Szilágyi Tibor     | Barbinek Péter         |
| Sam Wood                | Warren Oates      | Zenthe Ferenc      | Csikos Gábor                    | Háda János         | Vári Attila            |
| Mrs. Colbert, az özvegy | Lee Grant         | Földi Teri         | Császár Angela                  | Vándor Éva         | ?                      |
| Endicott                | Larry Gates       | Zách János         | Miklósy György                  | Cs. Németh Lajos   | ?                      |
| Mr. Purdy               | James Patterson   | Bárány Frigyes     | Dózsa László                    | Németh Gábor       | ?                      |
| Schubert polgármester   | William Schallert | Tyll Attila        | Versényi László                 | Varga T. József    | ?                      |
| Caleba mama             | Beah Richards     | ?                  | Győri Ilona                     | Bessenyei Emma     | Sáfár Anikó            |
| McNeil                  | William Watson    | Farkas Antal       | Juhász Jácint                   | Papp János         | ?                      |
| Henderson               | Kermit Murdock    | Képessy József     | Fillár István (dialóg felvétel) | Versényi László    | Seres Lajos            |
| Tom Watkins             | Larry D. Mann     | Győrffy György     | ?                               | ?                  | Török Sándor           |
| Packy                   | Matt Clark        | Ernyey Béla        | Kassai Károly                   | Seder Gábor        | Szőke-Kavinszky András |
| Ulam                    | Arthur Malet      | Körmendi János     | Salinger Gábor                  | Tahi József        | Kovács Levente         |
| Dr. Stuart              | Fred Stewart      | ?                  | Dobránszky Zoltán               | ?                  | ?                      |
| Dolores Purdy           | Quentin Dean      | Pálos Zsuzsa       | Herceg Csilla                   | Solecki Janka      | ?                      |
| Harvey Oberst           | Scott Wilson      | Tahi Tóth László   | Gergely Róbert                  | ?                  | Tarján Péter           |
| Shagbag                 | Timothy Scott     | Pathó István       | Háda János                      | ?                  | ?                      |
| Courtney                | Peter Whitney     | ?                  | Konrád Antal                    | Juhász György      | ?                      |
| Charles Hawthorne       | Eldon Quick       | Fodor Tamás        | ?                               | Karácsonyi Zoltán  | ?                      |
| Shuie                   | Stuart Nisbet     | ?                  | ?                               | ?                  | ?                      |
| Jess                    | Khalil Bezaleel   | ?                  | Dengyel Iván                    | Bolla Róbert       | ?                      |
| Fryer                   | Peter Masterson   | ?                  | Helyey László                   | ?                  | ?                      |
| Henry, Endicott inasa   | Jester Hairston   | Horváth Gyula      | ?                               | ?                  | Bolla Róbert           |
| Első huligán            | Phil Adams        | Csurka László      | Hankó Attila                    | ?                  | ?                      |
| Második huligán         | Nikita Knatz      | Láng József        | Rosta Sándor                    | ?                  | ?                      |
| Eladó                   | Sammy Reese       | ?                  | ?                               | ?                  | ?                      |
| Ralph                   | Anthony James     | Tordy Géza         | Józsa Imre                      | Rajkai Zoltán      |                        |
| Helyettes               | Clegg Hoyt        | ?                  | Antal László                    | ?                  | ?                      |
| Ted Appleton            | Alan Oppenheimer  | ?                  | Némethy Ferenc                  | ?                  | ?                      |
| Rendőr                  | N/A               | ?                  | Szoó György                     | ?                  | ?                      |

- További magyar hangok (2. szinkronban): Hankó Attila, Melis Gábor, Rosta Sándor
- További magyar hangok (4. szinkronban): Hanyecz Róbert

## Részletek

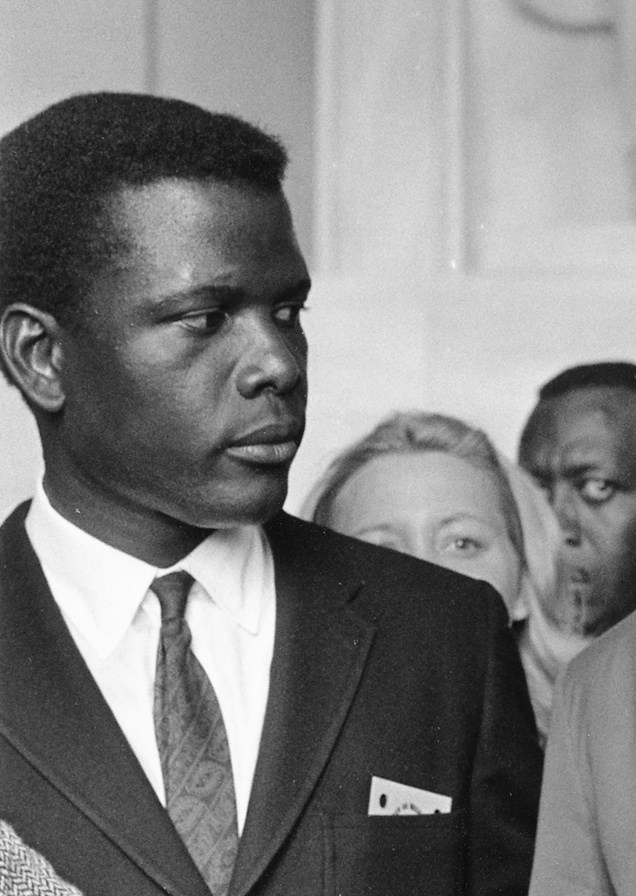
Sidney Poitier, emberjogi aktivistaként

A film emlékezetes jelenete, amikor a két rendőr felkeresi Eric Endicottot az otthonában, egy nyomot követve. Endicott felháborodásában, hogy Tibbs gyanúba keverte őt, pofonüti, és Tibbs azonnal visszaüt. Ez a forgatókönyv része, az eredeti regényben Tibbs nem üt vissza. Ezt Sidney Poitier tette hozzá a forgatókönyvhöz, részben, hogy a hitelességét növelje, részben az 1964. évi polgári jogi tüntetések hatására. Ez volt az első játékfilm, amelyben egy néger pofon ütött egy fehér embert. Azt mondta: „Én megcsinálom ezt a filmet, ha ön garantálja, hogy ez a jelenet a film valamennyi változatában benne lesz. Tudom, hogy ez nem természetes, de apám tiszteletére így szeretném megcsinálni.”
Lehetséges, hogy ez a filmes forradalom csak anekdota, de Harris állítja, hogy Siliphant eredeti forgatókönyvében is két pofon szerepel.
Jellemző mondata a filmnek az, amikor Gillespie szarkasztikusan megkérdezi a nyomozót: „Na, és hogy hívják magát ott, Philadelphiában?”, ő önérzetesen így válaszol: „Engem Tibbs úrnak szokás szólítani.”

## Fogadtatása
Az azonos időben forgatott filmek, mint az Üldözők, vagy a Hurry Sundown, jellemzően eltérnek a Forró éjszakában nagyon is sarkított ábrázolásmódjától. Ez részben Sidney Poitier és Rod Steiger sikere, de hatással volt rá Martin Luther King békés polgárjogi mozgalma is. Jewison jelen volt az előzetes vetítésen, fiatalok előtt, San Franciscóban. A fiatalok először nevettek, mert azt hitték, vígjátékot látnak; leginkább azért, mert a film hősként mutatja be Tibbs nyomozót (leginkább a pofozkodási jelenet volt humoros számukra).
A film sikerére alapozva Poitier két folytatást is készített: Mr Tibbs nyomoz és Tibbs és a szervezet, de egyik sem lett kasszasiker.
Jewison, Poitier és Steiger ténylegesen, még a hatóságoknál is nehézségekbe ütközött, amikor a Mason-Dixon line-tól Délen, Mississippi államban akartak forgatni, ahol az előítéletek éltek. Ezért forgattak több jelenetet az Illinois állambeli Spartában. Jewison ekkor ezt mondta: „Olyan, mintha szembe mennénk az egész világgal. Ez olyan, mint egy háború.”

## Megjelent DVD és HD formában
- 2001-ben megjelent DVD-n.
- 2010-ben High Definition (1080i) felbontásban digitalizálták, és az MGM csatorna le is vetítette HD minőségben.

## Díjak, jelölések
Oscar-díj (1968)
- díj: legjobb film (Walter Mirisch)
- díj: legjobb férfi főszereplő (Rod Steiger)
- díj: legjobb vágás (Hal Ashby)
- díj: legjobb hang (Samuel Goldwyn SSD)
- díj: legjobb adaptált forgatókönyv (Stirling Silliphant)
- jelölés: legjobb rendező (Norman Jewison)
- jelölés: legjobb hangtechnikai (James Richard)

Golden Globe-díj (1968)
- díj: Golden Globe-díj a legjobb filmdrámának
- díj: Golden Globe-díj a legjobb férfi főszereplőnek – filmdráma (Rod Steiger)
- díj: Golden Globe-díj a legjobb forgatókönyvnek (Stirling Silliphant)
- jelölés: legjobb rendező (Norman Jewison)
- jelölés: legjobb férfi főszereplőnek – filmdráma (Sidney Poitier)
- jelölés: legjobb női mellékszereplőnek (Lee Grant)
- jelölés: legjobb női mellékszereplőnek (Quentin Dean)

BAFTA-díj (1968)
- díj: legjobb külföldi színész (Rod Steiger)
- díj: legjobb rendező (Norman Jewison)
- jelölés: legjobb külföldi színésznek (Sidney Poitier)
- jelölés: legjobb adaptált forgatókönyv (Norman Jewison)

Edgar Allan Poe-díj
- díj: a legjobb forgatókönyv (Stirling Silliphant)

New York-i Filmkritikusok Egyesülete (1967)
- díj: legjobb film

Directors Guild of America (1968)
.jelölés: legjobb rendezői teljesítmény (Norman Jewison)
Grammy-díj (1968)
- jelölés: legjobb kísérőzene (Quincy Jones)

Writers Guild of America (1968)
- jelölés: legjobban megírt amerikai drámai műért (Stirling Silliphant)

### Amerikai Filmintézet
- 100 év 100 pozitív és negatív hőse (19.) – Virgil Tibbs[13]
- 100 év 100 idézete (16.) – „They call me Mister Tibbs!” [3]
- 100 év 100 sikere (21.)[14]
- 100 év 100 filmje a 75.[15]